# Graciela Gatti
Graciela Gatti (Montevideo, 1 juni 1964) is een Uruguayaans rechter. In 1992 begon ze haar carrière als vredesrechter en klom ze verder op tot ze sinds 2008 strafrechter is voor georganiseerde misdaad. Sinds 2012 is ze daarnaast een van de rechters van het Internationaal Residumechanisme voor Straftribunalen, dat lopende zaken afhandelt van het Rwanda-tribunaal en het Joegoslavië-tribunaal.

## Levensloop
Gatti studeerde van 1983 tot 1988 rechten aan de Universiteit van de Republiek in Montevideo. In 1987 kwalificeerde ze zich als notaris en in 1988 als advocaat. Van 1987 tot 1992 deed ze een stage in deze beide beroepen en gaf ze ernaast les aan de universiteit op het gebied van forensische wetenschap en internationaal privaatrecht. Hiernaast volgde ze een groot aantal juridische cursussen en workshops, en behaalde ze verder een diplôme de hautes études voor het vak Frans en een diploma van de Universiteit van Cambridge voor het vak Engels.
Vanaf juli 1992 werkte ze als plaatsvervangend griffier aan het hooggerechtshof en vanaf december van dat jaar als vredesrechter in Montevideo. Hier handelde ze lichte zaken af in het burgerlijk recht en handelsrecht. In december 1994 promoveerde ze tot rechter van de rechtbank in Paso de los Toros en behandelde ze vervolgens ook zaken in het arbeids-, bestuurs-, gewoonte- en strafrecht, waaronder rechtszaken met betrekking tot misdrijven door minderjarige delinquenten. Haar loopbaan ontwikkelde zich verder langs rechtbanken in Carmelo, Maldonado en sinds 2003 in Montevideo, waar ze sinds 2008 strafzaken behandelt binnen de georganiseerde misdaad.
In 2012 werd ze ernaast, samen met Ivo Nelson de Caires Batista Rosa uit Portugal, beëdigd tot de laatste twee van de vijfentwintig rechters van het nieuw-opgezette Internationale Residumechanisme voor Straftribunalen, om op oproepbasis lopende zaken af te handelen van het Rwanda-tribunaal en het Joegoslavië-tribunaal.